# Bitwa pod Krasnobrodem (1863)
Bitwa pod Krasnobrodem – bitwa stoczona w czasie powstania styczniowego 24 marca 1863 roku pod Krasnobrodem przez oddział powstańczy pod dowództwem pułkownika Marcina Lelewela Borelowskiego z kolumną wojsk rosyjskich majora Jakowa Ogalina.

## Przebieg bitwy
Partia Borelowskiego, przebijając się z Podlasia na południe, spaliła 22 marca magazyny rządowe w Hrubieszowie, czym ściągnęła na siebie pościg oddziału z garnizonu Twierdzy Zamość.
24 marca Borelowski zmuszony był przyjąć bitwę w niedogodnych dla Polaków warunkach terenowych w pobliżu dzisiejszego rezerwatu przyrody Święty Roch. Jego oddział składał się z 80 strzelców, 20 kawalerzystów i 160 kosynierów, uzbrojonych także w piki i pałki. W wyniku krwawego starcia poległo 42 powstańców, w tym 7 oficerów, a 30 odciętych od swojego oddziału rozproszyło się.
Kilka miesięcy później inna partia powstańcza walczyła ponownie w okolicach Krasnobrodu, tym razem w lesie husińskim. W wyniku potyczki Rosjanie przywieźli do miasteczka 3 poległych i 2 rannych powstańców.

## Mogiła
Szczątki poległych w bitwie powstańców (znano tylko nazwiska 10, a 32 pozostało nieznanych) przeniesiono na miejscowy cmentarz parafialny, gdzie znajduje się pomnik wybudowany w 1930 r. (odnowiony w 2009 r.).